# Đại thọ lâm
Đại thọ lâm hay còn gọi là Đại tòng lâm là một khu rừng có trồng nhiều cổ thụ (đại thụ) mà diện-tích (tùy ý) được cải tạo thành một thiền viên (vườn thiền).
Đại Thọ lâm là một khu rừng có diện tích rộng lớn, lùm bụi mọc dày đặc, với cây lớn (đại thọ) và cây nhỏ chen chúc, dây leo xoắn xít, bốn mùa xanh lá. Từ thuở xa xưa, các tăng lữ đã nhanh thấy nơi này khí hậu ôn hòa, trong lành, tĩnh lặng, có thể phát-triển đời sống tu học, thiền định, xa chốn phồn hoa thị tứ ồn ào, nhằm xây dựng một cộng đồng sinh hoạt tín ngưỡng có quy củ, ví dụ như Jetawana Viharaya (Trincomalee, phía đông Sri Lanka), Kelani Viharaya (còn tồn tại với cái tên Kelaniya Raj Maha Vihara ở thủ đô Colombo, Sri Lanka, hoặc như là Veluwana Vihara (Colombo), Ghasitaram (Punjab, Ấn Độ), hồi thời Đức Thích ca còn sống. Một khu lâm viên rộng lớn có nhiều gốc cây to gọi là Đại thọ lâm (cũng có nơi gọi là chùa Đại Tòng Lâm, hoặc Đại thiền lâm). Đây là một quần thể hay một phức hợp kiến trúc cổ kính, có tịnh thất, tịnh xá, am cốc, tu viện, Phật học viện,... dành cho sinh hoạt cộng đồng của các tăng chúng nhằm đào tạo những thế hệ tăng sinh có đầy đủ đạo hạnh và phẩm chất. Đến đời tổ Bách Trượng mới thấy xuất hiện bộ Bách Trượng Thanh Qui, 1 bộ sách công phu được soạn ra với mục đích hướng dẫn phương thức tổ chức, điều hành, quản trị sao cho đúng với sinh hoạt tập thể đông đảo gồm bách tính, tu sĩ và tăng sinh.

## Đại thọ lâm điển hình

### Trung Quốc
Sau Ấn-độ và Sri Lanka, là những cái nôi nguyên-thủy của đạo Phật, từ khi đạo Phật được truyền bá vào trung-nguyên, những mô-hình kiểu-mẫu của Đại thọ lâm mọc lên như nấm ờ Trung Quốc! Ở đây phải nhấn mạnh là Đại thọ lâm hoặc Đại tòng lâm không chỉ hạn hẹp ở một khu mặt bằng trên đất liền, nhưng nó cũng có thể là một vùng núi non nhấp nhô uốn lượn, trập trùng như đại đa số các tònglâm Trung-Quốc, Tứ Đại Phật-giáo danh sơn hoặc Ngũ nhạc (Ngũ lĩnh): Tứ Đại Phật giáo danh sơn gồm có, Ngũ Đài sơn (Sơn tây), Nga Mi Sơn (Tứ xuyên), Cửu Hoa sơn (An Huy) và Phổ đà sơn (Chiết giang), còn Ngũ nhạc gồm có: Hằng sơn (Sơn tây), Hoành Sơn (Hồ nam), Thái Sơn (Sơn đông), Hoa sơn (Thiểm tây) và Tung sơn (Hà nam).
Tất cả nhóm năm núi này đều có chùa chen chúc, như ngọn Hằng sơn có tới 44 ngôi (3 chùa, 4 đền thờ, 9 đỉnh gác, 7 am, 8 động, 13 miễu), riêng ngọn Tung sơn có tới 48 ngôi trong đó hết 10 là Đạt Ma viện Tây tạng, xưa kia nơi đây là chốn lui tới của Ngài Đạt Ma (Bodhi Dharma) (470 - 523 sau CN) tổ thứ 28 sau Phật Thích ca từ Ấn Độ đi Trung nguyên truyền bá đạo Phật & phát-triển hệ phái Thiền (Zen), khai sáng Thiền tông, ở chùa Thiếu lâm. Từ đó, đạo Phật bành-trướng mau lẹ qua Nhật, rồi Hàn Quốc, sau đó lần lần lan dần xuống Đông nam á! Đạo Phật được truyền bá vào nước nhà từ đời Lý (Lý Thái Tổ được một thiền sư nhận đem về nuôi trong chùa lúc nhỏ).

### Đông Nam Á

Thánh địa mỹ sơn.

Tuy nhiên chứ thấy có sự phát-triển qui củ củ một Đại thọ lâm nào đáng kể. Đại thọ lâm xuất-hiện sớm nhất ở Đông nam á, có lẽ là tu viện Sâmbok Kracheh, mà sự khai sáng vào năm 1601, được quốc vương Cao miên (hoặc Cao mên, bây giờ là Campuchia), vào thời đại bấy giờ, là ngài Sauriyopor, phê chuẩn trong một Hiến chương theo những cam-kết mà ngài đã đạt được thỏa-thuận với tiểu vương lân bang là "Hỏa xá" (Vua Lửa) và "Thủy xá" (Vua Nước),cả hai đều là những tiểu vương quốc dân tộc Jarai mà Campuchia(Cao Mên) và Lào vẫn có lệ phải triều cống phẩm vật. Hiến chương này ngẫu nhiên đã được một viên Công sứ người Pháp ở Cao miên phát-hiện năm 1903, và báo cáo với viện Hàn lâm Pháp. Đai thọ lâm này có tên là Wat Phnom Sâmbok (Sambor), vào thời bấy giờ tọa lạc trên một ngọn đồi (khmerlà Phnom), nay chỉ còn là di tích (xem tư-liệu của ông Adhemar Leclere: "Campagnes archeologiques au Cambodge,BEFEO,1904".
Ở Việt Nam, ý niệm Đại thọ lâm chỉ nhen nhúm mới đây từ khoảng hơn 20 năm trở lại, lần đầu đã được sáng lập ở tại xã Phú mỹ, huyện Châu thành, Bà Rịa/ Vũng Tàu, mặc dù trước đó, ở Huế, đã có Tòng lâm Kim sơn, do An nam Phật-học hội xây-dựng vào năm 1945, nhưng phải giải tán ngay sau đó vì tình hình thời-sự. Đại thọ lâm Bà Rịa/ Vũng Tàu tọa lạc trên một diện tích rộng 100 ha (vuông vắn mỗi bên 1 km), có sức chứa cho hơn 1000 tăng sinh, tu sĩ và bách tính. Từ khi chánh điện được xây cất, chùa Đại Tòng Lâm được đổi tên thành Vạn Phật Quang Đại Tòng Lâm Tự.
Ở Indonesia, tại trung bộ Java, có quần thể đền đài Prambanan, còn có tên là Loro Jonggrang, tọa lạc giữa đồng bằng, không xa khu vực có núi Merbabu-Merapi, một phức hợp (compound) gồm 8 đền chính và xấp xỉ 250 đền vừa hoặc nhỏ, thờ các vị thần của đạo Hindu, được xây cất vào khoảng thế-kỉ thứ IX (sau CN), nối tiếp non một thế kỉ thống-trị của Phật giáo, chẳng khác Đại thọ lâm Phật giáo là bao! Quần thể kiến-trúc đồ sộ, và hoành-tráng này, xếp theo hình vuông (vòng ngoài cùng gồm có 50 đền cách nhau 1 km), trung-tâm hình vuông là tám tháp chính, trên một diện-tích rộng xấp xỉ 40.000 mẫu tây (400 km²), giữa nơi hoang dã, khả dĩ được xem như là một trong những kiệt tác mỹ-thuật hiếm hoi (ngoài bảy kỳ quan thế giới cổ điển) và xứng đáng được công-nhận là di sản văn-hóa độc-đáo của loài người! Quần thể Prambanan tọa lạc ở 18 kms đông Yogyakarta, gần nơi ấy, tại 42 kms (25 dặm) tây bắc Yogyakarta, cũng có một thắng cảnh phật giáo không kém nổi tiếng, đền Borobudur, xưa kia, vào khoảng thế kỷ thứ VIII, đã cho một hoàng thân người Campuchia nương nhờ cửa thiền, do được vương triều Sạnjaya theo đạo Hindu bảo hộ, nhưng sau đó, ngài thượng khách này đã quay trở về cố quốc đăng ngôi Jayavarman II, thụy hiệu là Paramesvara (nghĩa là "Chúa tể tối cao của Shiva"), để trị vì vương quốc Chân Lạp (802-835) và tuyên-bố ly khai khỏi Java, tách khỏi sự đô hộ của triều đại Sailendra đang cai trị Java. Ngài được thờ ở ngôi đền Preah Ko,Xiêm Riệp. Ngài có huân công thống nhất Thủy và Luc Chân lạp, khai sinh kỉ nguyên văn minh Angkor. Có lẽ ngài là nhân-vật tiên-phong đã du nhập mỹ thuật hình của Java vào vương quốc Khmer để về sau kiến-tạo công-trình mỹ thuật Đế Thích, hoặc Angkor Thom, gồm 72 ngôi đền trên một diện tích rộng 200 km² (20.000 mẫu tây), thế kỉ 12 sau CN, na ná đại thọ lâm hindu Prambanan, đậm đặc bản sắc mỹ thuật tinh xảo của vương triều Sanjaya, hằn in dấu ấn không chỉ ở dân tôc Khmer thôi, mà cả ở dân tôc Chăm nữa. Trong quá trình lịch-sử bang giao giữa hai vương quốc, Java đã từng xâm lược Champa và hủy hoại tháp Pô Nagar (tháp Bà Thiên Y Thánh Mẫu), mang đi tượng thần Shiva, và tàb phá Kauthara vào năm 774. Khi lên ngôi Jayavarman III đã đổi tên Simhapura (nay là Duy Xuyên, Quảng nam) của kinh đô Trà Kiệu thành Indrapura xưa kia (nay là Đồng dương, Quảng nam). Cách Trà Kiệu chừng 20 km, là thánh địa Mỹ Sơn, một quần thể kiến trúc hindu, gồm trên dưới 70 đền,đài,tháp Chăm bằng đá (đất nung màu nâu) có lẽ đã được xây từ thế kỉ thứ 4 sau CN, nằm trong thung lũng sông Thu Bồn, trong cùng một địa bàn mà càc nhà khảo cổ (Vinet) đã khám phá tại nơi gọi là gò Ma Vương, những chum, vại dùng để tống táng (mộ chum) đặc trưng của nền Văn hóa Sa Huỳnh, na ná như những chum, vại mà người ta tìm thấy ở Cánh đồng Chum, bên Lào. Văn hóa Sa Huỳnhcũng thuộc một hệ phái với văn hóa Chăm Pa, nhưng khác nhóm sau, Văn hóa Sa Huỳnh bắt nguồn từ các dân tộc Borneo và Sarawak, chớ không từ Java, và có niên đại lâu hơn (khoảng chừng trên dưới 2.000 năm trước Công nguyên).
Di-tích thánh địa Mỹ Sơn (hình trên

## Bối cảnh
Ở vào bối cảnh thời xa xưa, lúc mà nền văn minh đô thị chưa phát triển, cấu trúc hành chánh chưa được hoàn chỉnh, chưa có hệ thống làng, thôn, xã, ấp, quận, huyện,v.v... như bây giờ, cư dân còn sống rời rạc, rải rác, chỉ quây quần, tụ tập trong một khu vực nhất định, và tật Mê Tín Dị Đoan (thuộc thế giới huyền bí, siêu hình) hãy còn rất phổ biến, thần linh hãy còn được tôn sùng, thì các quần thể kiến trúc xây dựng trên mô hình đền, đài, tháp,.. để thờ phụng các vị thần (chế độ đa thần, khác với các tôn giáo độc thần như thiên chúa giáo, hồi giáo,v,v) là điểm tựa xã hội ưu tiên, tượng trưng cho hệ thóng hành chánh hiện đại.